# Cantone di Champagnac-de-Belair
Il Cantone di Champagnac-de-Belair era una divisione amministrativa dell'arrondissement di Nontron.
A seguito della riforma approvata con decreto del 21 febbraio 2014, che ha avuto attuazione dopo le elezioni dipartimentali del 2015, è stato soppresso.

## Composizione
Comprendeva i comuni di:
- Cantillac
- Champagnac-de-Belair
- Condat-sur-Trincou
- La Chapelle-Faucher
- La Chapelle-Montmoreau
- La Gonterie-Boulouneix
- Quinsac
- Saint-Pancrace
- Villars